# Delta Sagittarii
Désignations
Delta Sagittarii (δ Sgr / δ Sagittarii) est une possible étoile binaire de la constellation du Sagittaire. Sa magnitude apparente est de +2,72 et elle est distante de 306 années-lumière de la Terre. Elle porte également le nom de Kaus Media.

## Nomenclature
Kaus Media est le nom propre de Delta Sagittarii / δ Sgr aujourd’hui approuvé par l’Union astronomique internationale (UAI), tandis que ε Sgr est Kaus Australis et λ Sgr Kaus Borealis. Ce nom vient de l’arabe القوس al-Qaws, qui est, à côté du calque sémantique du grec Τοξότης, soit الرامي al-Rāmī, « le Tireur à l’arc », un nom de la constellation venu du ciel arabe traditionnel, où il était affecté au 9e signe du zodiaque, attesté dans l’horoscope de fondation de la ville de Baghdad en 762, ainsi que nous rapporte l’érudit persan al-Bīrūnī. À partir de la transcription Kaus donnée pour le nom de la constellation dans sa traduction du یجِ سلطانی Zīğ-i Sulṭānī ou « Tables sultaniennes » d’Uluġ Bēg (1437), donné par Thomas Hyde (1665) . Giuseppe Piazzi appelle cette étoile Kaus Media, nom rapidement repris dans les catalogues du XIXe siècle avant d’être relevé par Richard Allen (1899), qui donne aussi la variante Kaus Meridionalis,.
Alwarida Secunda, est un autre nom de Delta Sagittarii / δ Sgr. C'est l’arabe الواردة al-Wārida. Pour le saisir, il faut voir que l’espace gréco-arabe de Sagittarius est occupé, dans le ciel arabe traditionnel, par une grande scène animalière nommée النعايم al-Naᶜā’im, « les Autruches », qui correspond à la XXe des manāzil al-qamar ou « stations lunaires », et qui se répartit en deux groupes. L'un est الواردة النعايم al-Naᶜā’im al-Wārida, « les Autruches qui descendent [boire] » au Fleuve, en arabe ألنهر al-Nahar, qui est un des noms de la Voie lactée, tandis que l'autre est النعايم الصادرة al-Naᶜā’im al-Ṣādira, « les Autruches qui reviennent [de boire] ». Ces deux groupes sont articulés de part et d’autre de راحي النعايم Rāᶜī al-Naᶜā’im, « le Berger des Autruches ». Voir l’image intitulée « النعايم al-Naᶜā’im, la figure arabe des Autruches près de la voie lactée » dans la page consacrée à la constellation du Sagittaire.
On a donc الواردة النعايم al-Naᶜā’im al-Wārida, « les Autruches qui descendent [boire] » pour le groupe γηδε Sgr dans l’ordre normal des ascensions droites. Ces étoiles sont individualisées en tout ou en partie dans des catalogues tardifs, notamment dans le traité de al-Tīzīnī (1533). Le nom se rencontre chez Benhamouda (1950). L’étoile δ Sgr est la 2e nommée dans le Ğāmiᶜ al-Mabādī wa-l-Ġāyāt fī ʿilm al-mīqāt ou Collection des principes et des objectifs dans la science d la mesure du temps d’Abu Ali al-Hassan al-Marrakushi / Abū ᶜAlī al-Ḥasan a-Marrākušī (1282), édité par Jean Jacques Emmanuel Sédillot, et respecte l'ordre des étoiles données dans le groupe par Louis Amélie Sédillot. Mais il est diffusé dans les catalogues modernes à partir de la transcription Thanih al Waridah |i.e.] Secunda τῶν al Warida’ Prima donnée par la présentation du traité de l’Égyptien Muḥammad al-Aḫsāsī al-Muwaqqit, Durrāt al-muḍiyya fī ’l-ᶜamal al-šamsiyya ou « Perles de brillance de l’activité solaire » par Edward Ball Knobel (1995).
Dans le système astrologique Hindou, cette étoile est également appelée "Purvashada Nakshatra"[réf. nécessaire].

## Caractéristiques principales
Selon Eggleton et Tokovinin (2008), Kaus Media pourrait être une étoile binaire formé d'une étoile géante de type spectral K3-IIIa et d'une naine blanche. Le rayon de la géante est égal à 62 fois celui du Soleil tandis que sa masse vaut environ 5 fois la masse solaire. Sa luminosité totale vaut 1180 fois celle du Soleil.

## Compagnes
Kaus Media possède trois compagnes optiques faibles :
- Delta Sagittarii B, une étoile de 14e magnitude distante de 26 arcsecondes,
- Delta Sagittarii C, une étoile de 15e magnitude distante de 40 arcsecondes,
- Delta Sagittarii D, une étoile de 13e magnitude distante de 58 arcsecondes de la primaire.